# 布萊特·諾亞
布萊特·諾亞（ブライト・ノア，Bright Noa／Bright Noah，聲優：鈴置洋孝→成田劍），香港電視台舊譯林友德，機動戰士GUNDAM「宇宙世紀系列」的經典角色，最高官階為准將。他同時是唯一橫跨機動戰士GUNDAM、《機動戰士Z鋼彈》、《機動戰士鋼彈ZZ》、《機動戰士GUNDAM 逆襲的夏亞》、《機動戰士GUNDAM UC》以及《閃光的哈萨维》的傳奇人物，绝大多数擔任前線艦長參戰，而《閃光的哈薩威》是布萊特唯一沒有參與戰鬥的作品。

## 經歷

### 一年戰爭後期（機動戰士GUNDAM）
布萊特出身英國，後來入讀地球聯邦軍軍校，成為校內精英成員之一，時年19歲。畢業後以軍官侯補生身份，被編入聯邦軍最新型戰艦白色基地成為船員，這也是布萊特首次前往宇宙。「紅色彗星」夏亞率領吉翁機動戰士突襲Side 7，艦長巴奧羅受重傷，布萊特便代行艦長職務。巴奧羅重傷（電視中因而死去）後，正式接管艦長一職，當時階級為少尉。
白色基地降落地球後，因為受到夏亞干擾，被逼降落吉翁軍勢力範圍。曾以聲東擊西戰術將卡爾馬·薩比的旗艦擊沉，以及擊退蘭巴·拉爾突攻白色要塞。結果由於操勞過度而暈倒，一度將指揮權交予米萊·八洲。敖德薩戰役及賈布羅攻略後，以戰功擢升為中尉，同時成為聯邦軍的「第13獨立部隊」。
一開始時由於自身經驗不足，經常與艦內成員發生衝突，得到同僚龍·荷西多次暗中調解幫助，才多次化解分裂危機。良戰死後，令布萊特醒覺到自己仍未成熟。雖然表面相當嚴厲，經常與被逼參戰的阿寶發生衝突，心裡卻相當肯定他在艦內的角色，以至阿姆羅出走時，布萊特亦會深感不安。
一年戰爭後，與米萊·八洲結婚，婚后育有一子一女。（小說版在結婚後，得到夏亞幫助下，與米莱取得新生的吉翁共和國國籍，並協助夏亞重建國家。）

### 格里布斯戰爭（機動戰士Z GUNDAM）
U.C.0087年3月，一年戰爭後成為中校，然而受到聯邦軍高層對新類型人的恐懼，僅安排他擔當聯絡船「（诱惑号）」的船長。聯邦軍組織泰坦斯逐漸掌握實權，並實施暴政，期間對迪坦斯高層暴虐手段不認同而多有衝突，甚至在眾高層面前被毆打嘲笑。布莱德在高達Mk-II被強奪時，原本以聯絡船載走難民離開，後得幽谷旗下戰艦「阿加瑪」救助，以此契機加入幽谷，受幽谷掛階成為中校及上校。
與卡缪·比丹與克瓦特羅·巴吉納經常活躍各地戰場，猶如幽谷艦隊的象徵人物。

### 第一次新吉恩战争（機動戰士GUNDAM ZZ）
U.C.0088年，繼續以阿加瑪艦長身份，參與對抗與哈瑪·嘉率領的新吉恩（阿克西斯）。並收容原本打算偷走Z高達的捷度等人。
在阻止新自護墜下殖民衛星失敗後，返回宇宙，並接收阿加瑪後繼戰艦「新阿加瑪」，但在接收時，阿加瑪的「高達小隊」和新阿加瑪船員發生衝突，加上新自護的阻撓，以及為了令「高達小隊」成長，令布萊特沒有接收新阿加瑪，新阿加瑪由「高達小隊」以及原阿加瑪船員控制，布萊特則到處和聯邦軍談判。到達月面城市後，為籌集物資以及說服聯邦軍而奔走。

### 第二次新吉恩战争（機動戰士GUNDAM 逆襲的夏亞）
U.C.0093年，以聯邦軍特殊精銳部隊隆德·貝爾（ロンド・ベル）艦隊司令兼旗舰舰长身份，與阿姆羅一同對抗夏亞所領導的新吉翁，官階上校。
雖然戰勝新吉翁但也犧牲了聯邦軍絕對王牌阿姆羅，新吉翁得知夏亞死訊後棄械全面投降。

### 第三次新吉恩战争（机动战士GUNDAM UC）
宇宙世紀0096年，繼續作為隆德·貝爾部队指揮官，為避開由「拉普拉斯的盒子」引發的事件，私下隱藏旗下战舰“新阿加瑪”的動向。
在乘艦「拉·凯拉姆」的艦長室內，擺放阿寶的照片。

### 馬法提動亂（機動戰士GUNDAM 閃光的哈薩維）
宇宙世紀0105年，布莱德官階准將，時年45歲，在本作出場篇幅極少，也沒有在前線作戰，只是個不知道兒子因叛亂遭處決的可憐父親。
兒子哈萨维·諾亞瞞著雙親以植物調查為由外出加入叛亂組織，並化名為馬法提·納比尤·艾林。參與叛軍活動期間哈薩維與聯邦軍上校肯尼斯結為好友，由於雙方立場不同日後不免一戰，聯邦軍派出以肯尼斯為首的「金伯利」部隊迎戰哈薩維的叛軍，結局為哈薩維兵敗被俘遭到槍決。
肯尼斯為了好友哈薩維的尊嚴希望聯邦高層不要公開馬法提就是哈薩維並極力隱瞞布萊特，更親自主持哈薩維的槍決。但日後哈萨维的真面目還是被聯邦高層惡意公開，更謊稱是由布萊特「大義滅親」親自處決，布萊特的心境可想而知，因戰功升為准將的肯尼斯也因不滿聯邦作法辭官離去。布萊特有曾打算在退伍之後開餐廳的傳言，但其退伍令拖了三年依然都沒有被核准，據說是因為聯邦內部懼怕未來再次發生如夏亞般的動亂、或是新人類的反叛，而歷經各次大戰並見證新人類成長的布萊特，是一面最具威嚇力的盾牌，因此將布萊特有如人質一般控制在聯邦軍中而不讓其退伍。
無論真相為何，布萊特再也沒有在之後的作品中有任何的描述，就此退出了鋼彈的舞台。

## 其他資料
- 姓氏來自聖經的「挪亞方舟」。

## 主要指揮戰艦
- 白色基地
- 亞加瑪
- 拉·凯拉姆